# Gendarmerie
Unter einer Gendarmerie versteht man einen staatlichen Wachkörper zur Aufrechterhaltung der öffentlichen Ruhe, Ordnung und Sicherheit. Die Angehörigen werden als Gendarm bezeichnet. Ursprünglich waren solche Gliederungen Teil der Armee. Verbreitung fand das System der militärisch organisierten Polizeieinheiten unter der napoleonischen Herrschaft in Europa sowie in vielen ehemaligen französischen Kolonien und Mandatsgebieten. Weil sich solche offiziellen Verbände historisch aus dem Militär entwickelt haben und in der Regel neben den regulären Streitkräften eines Landes existieren, werden sie teils auch als paramilitärische Verbände bezeichnet (griechisch para = neben). Ein bekanntes Beispiel sind die italienischen Carabinieri.
Die Gendarmerie grenzt sich von zivilen Polizeibehörden in der Regel durch ihre Zugehörigkeit zum Militär oder ihre Unterstellung unter das Verteidigungsministerium des Staates ab. Dies liegt in der Entstehung der Gendarmerien begründet, die oft als eine frühe Militärpolizei fungierten. Heute besteht die Abgrenzung auch in den Zuständigkeitsbereichen. Anders als in Deutschland sind die Sicherheitsapparate oft in kommunale und nationale, in föderalen Staaten auch in bundesstaatliche Ebenen gegliedert. In diesen Systemen übernimmt die Gendarmerie oft die Aufrechterhaltung der Ordnung in Gebieten, die über keine eigene Polizeibehörde verfügen, etwa weil sie zu klein sind oder zu wenige Einwohner haben (Dörfer, ländliche Gebiete). Die Gendarmerie hat in solchen Fällen ihren Sitz oft in der nächsten größeren Stadt. Ihr genauer Aufgabenbereich unterscheidet sich von Land zu Land, jedoch wird die Gendarmerie oft auch als zusätzliches unabhängiges Ordnungsorgan eingesetzt. In manchen Ländern stellt sie nach französischem Vorbild auch heute noch die Militärpolizei. Daneben haben einige Staaten vergleichbare Formationen, auch als gendarmerieähnliche Einheiten bezeichnet, eingerichtet, welche als Truppen des Innenministeriums bezeichnet werden.

## Etymologie

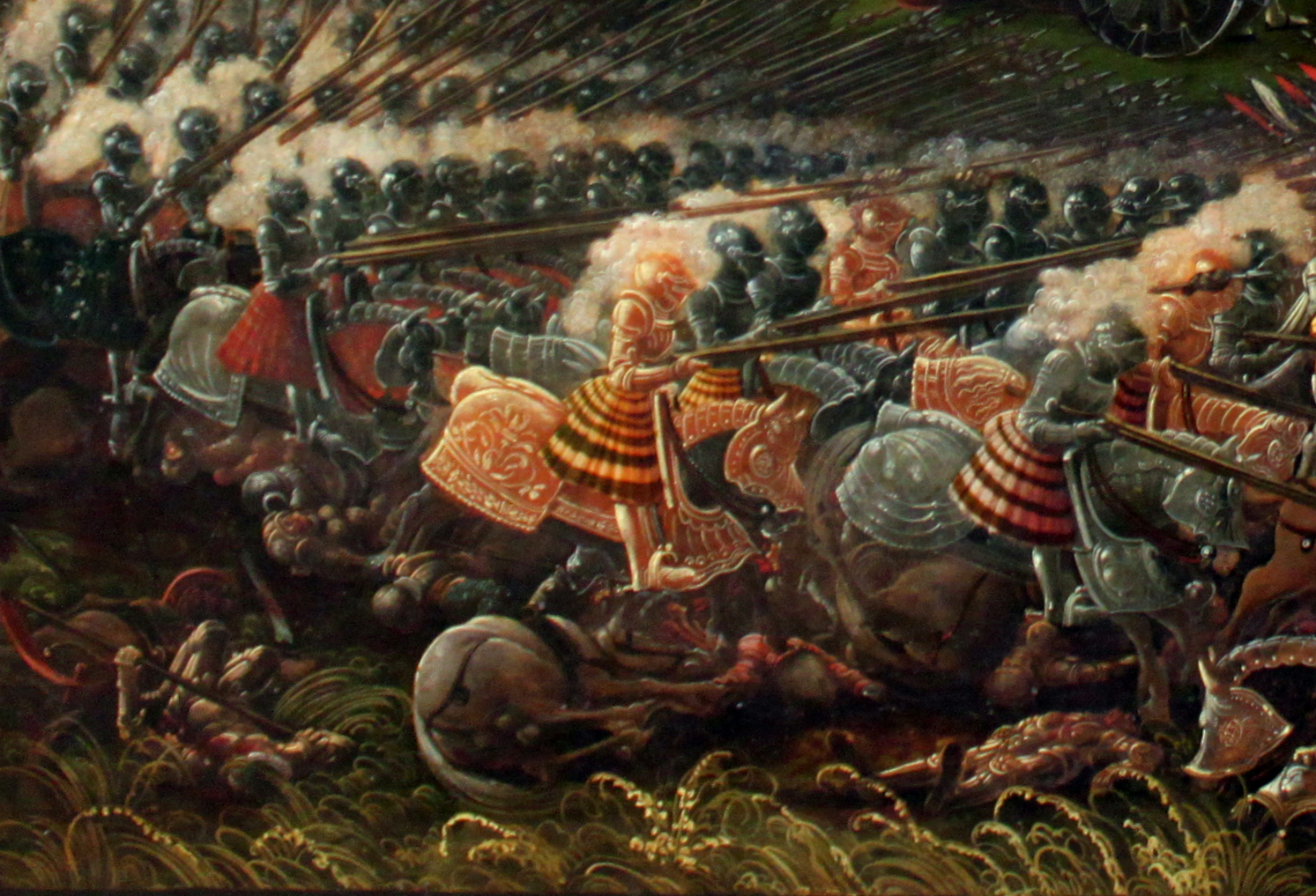
Französische Gendarmen im 16. Jahrhundert

Das Wort ‚Gendarmerie‘ entstammt über „Gensdarmes“ dem französischen gens d’armes und bedeutet ‚die Bewaffneten‘, wörtlich ‚Leute unter Waffen‘.
Ursprünglich handelte es sich um eine schwer gepanzerte und bewaffnete Truppe von Rittern, die von König Karl VII. von Frankreich 1445 als erster stehender Truppenverband gegründet wurde. Die 15 Ordonnanzkompanien umfassten jeweils 100 Angehörige. Die Truppe erhielt sich als schwere Reiterei bis zur Revolution von 1789.

## Entstehung
Die Gendarmerie war ursprünglich ein militärischer Verband der schweren Reiterei, der nichts mit den heutigen Aufgaben der Gendarmerien zu tun hatte. Erst im Verlauf der Französischen Revolution wurde verstärkt der Bedarf einer Schutztruppe für die innere Sicherheit gesehen. Als Nachfolgerin der Maréchaussée des Ancien Régime wurde in Frankreich durch Gesetz vom 16. Februar 1791 die Gendarmerie nationale (zeitweise auch als Gendarmerie impériale bezeichnet) geschaffen, deren Konzept sich durch die Kriege und militärischen Besetzungen Napoleons in Europa verbreitete.
Im Heiligen Römischen Reich war meist noch der jeweilige Grundherr (und im städtischen Umfeld der jeweilige Magistrat) für die innere Sicherheit zuständig, wofür der Grundherr beispielsweise das Recht der gemeinen Landfolge innehatte. Dies änderte sich mit der Etablierung moderner Staatswesen gegen Ende des 18. und zu Beginn des 19. Jahrhunderts und spätestens im Zuge der Europäischen Revolutionen 1848/49, in denen die Grundherrschaften endgültig abgeschafft wurden. Damit die jeweiligen Landesherren Schutzmannschaften für die innere Sicherheit aufstellen konnten, wurde auf das Militär zurückgegriffen und aus diesem eigene Einheiten für Polizeiaufgaben abgestellt. Bereits 1719 wurden unter Friedrich Wilhelm I. sogenannte Polizeyausreuther (Polizeiausreiter) für die Sicherheits- und Wohlfahrtspolizei eingeführt. Diese Aufgaben wurden häufig von früheren Militärangehörigen übernommen, die aufgrund körperlicher Gebrechen für den gewöhnlichen Militärdienst nicht mehr zur Verfügung standen. Doch als sich hier im Laufe der Zeit erhebliche Mängel einstellten, wurden die Ausreiter durch Landjäger ersetzt, die jedoch kurze Zeit später wieder aufgelöst wurden. Die ersten im 18. Jahrhundert aufgestellten Einheiten wurden Landdragoner, Landreuter, Landjäger oder Polizeihusaren genannt. Im Königreich Bayern wurde bereits in der Konstitution von 1808 die Errichtung einer Gensd’armerie festgelegt. In Preußen entstand ebenfalls nach napoleonischem Vorbild im Juli 1812 mit dem hardenbergschen Gendarmerie-Edikt die militärisch geprägte preußische Landgendarmerie, die als Teil der Armee über ein Jahrhundert Bestand haben sollte. Mit der Annexion des lombardisch-venezianischen Königreichs nach dem Wiener Kongress 1815 übernahm das Kaisertum Österreich das dort aktive, knapp 1000 Mann starke Gendarmerieregiment.

## Liste der Staaten mit Gendarmerien und der lokalen Bezeichnung

### Europa
- Republika Srpska, Bosnien und Herzegowina: Жандармерија Републике Српске (Žandarmerija Republike Srpske), seit September 2019
- Belgien: Gendarmerie/Rijkswacht (bis 1991/2001)
- Bulgarien: Жандармерия, Žandarmerija
- Frankreich: Gendarmerie nationale
- Italien: Carabinieri
- Monaco: Carabiniers (genaue Bezeichnung Compagnie des Carabiniers du Prince) gegründet 1817, zuständig für die Bewachung des Fürstenpalasts. Die Mannschaften und Unteroffiziere sind Monegassen, die Offiziere haben in der französischen Armee gedient
- Moldawien: Carabinieri (genaue Bezeichnung: Trupele de Carabinieri)
- Niederlande: Koninklijke Marechaussee
- Österreich: Bundesgendarmerie bis 2005
- Polen: Żandarmeria Wojskowa (keine Gendarmerie im oben beschriebenen Sinn, die Żandarmeria Wojskowa ist die polnische Militärpolizei)
- Portugal: Guarda Nacional Republicana: Zuständig außerhalb großer Städte, für den Grenzschutz, Zollangelegenheiten und Verkehrskontrollen auf Autobahnen. Die Guarda Nacional Republicana beschützt auch Regierungsgebäude, stellt Ehrenformationen bei Staatsbesuchen und verfügt über ein Reserveinfantrieregiment.
- Rumänien: Jandarmeria Română, wiedererrichtet 1989/90[7]
- Russland: Russische Nationalgarde
- San Marino: Gendarmeria (Comando della Gendarmeria)
- Serbien: Žandarmerija, von ca. 1860 bis zum Zweiten Weltkrieg und wieder seit 2001, Spezialpolizei
- Spanien: Guardia Civil
- Schweiz: Gendarmerie (Waadt), Gendarmeria (Tessin).
- Türkei: Jandarma (in Friedenszeiten dem Innen- und in Kriegszeiten dem Verteidigungsministerium unterstellt)
- Vatikanstadt: Corpo della Gendarmeria dello Stato della Città del Vaticano (1970–2002 Vigilanza)

### Afrika
- Algerien: Gendarmerie Nationale, untersteht dem Verteidigungsministerium, ca. 60.000 Gendarmen
- Äquatorialguinea: Guardia Civil nach dem Vorbild Spaniens aufgebaut
- Ägypten: Al-Amn al-Markazī, eine Gendarmerie bestand von 1882 bis zum Sturz der Monarchie im Jahr 1952. Im Jahr 2014 wurde angekündigt, dass die Gendarmerie neu aufgestellt werden solle, zunächst für Polizei- und Sicherheitsaufgaben in bestimmten Stadtteilen von Kairo.
- Benin: Gendarmerie du Bénin, ist dem Verteidigungsministerium untergeordnet und verfügt über eine Stärke von ca. 3.000 Beamten
- Burkina Faso: Gendarmerie Nationale, für Repräsentationszwecke wird die Garde Nationale herangezogen, die ein Teil der Gendarmerie ist
- Burundi: Gendarmerie
- Dschibuti: Gendarmerie Nationale Djiboutienne
- Elfenbeinküste: Gendarmerie, bis 2011 Teil der Streitkräfte
- Gabun: Gendarmerie nationale gabonaise
- Guinea: Gendarmerie
- Kamerun: Gendarmerie nationale camerounaise
- Komoren: Gendarmerie Fédérale
- Republik Kongo: Gendarmerie Nationale Populaire (Nationale Volksgendarmerie)
- Mali: Gendarmerie
- Madagaskar: Gendarmerie Nationale
- Marokko: Gendarmerie Royale
- Mauretanien: Gendarmerie
- Niger: Gendarmerie
- Ruanda: Gendarmerie
- Senegal: Gendarmerie
- Tschad: Gendarmerie
- Togo: Gendarmerie
- Tunesien: Garde Nationale
- Zentralafrikanische Republik: Gendarmerie

### Amerika
- Argentinien: Gendarmería Nacional (ca. 12.000 Mitglieder wird hauptsächlich zur Grenzüberwachung eingesetzt)
- Bolivien: Carabineros (bis 1962 dem Verteidigungsministerium untergeordnet, seither ein Teil des Innenministeriums mit einer Stärke von ca. 31.000 Beamten)
- Brasilien: Polícia Militar (Gendarmerie der einzelnen Bundesstaaten, nicht zu verwechseln mit der brasilianischen Militärpolizei, die Polícia do Exército heißt)
- Chile: Carabineros de Chile (dem Verteidigungsministerium unterstehende Vollzugspolizei und klassische Gendarmerie, nicht zu verwechseln mit der Gendarmería de Chile, die nur für den Strafvollzug zuständig ist)
- Costa Rica: Guardia Civil (1949–1996)
- Ecuador: Gendarmería
- Französisch-Guayana: Gendarmerie Nationale
- Kanada: Royal Canadian Mounted Police/Gendarmerie Royale du Canada (kein militärischer Status)
- Kolumbien: Carabineros
- Uruguay: Gendarmería Uruguaya
- Venezuela: Guardia Nacional

### Asien
- Aserbaidschan: Jandarma
- China: die Bewaffnete Volkspolizei ist eine gendarmerieähnliche Einheit
- Indien: es bestehen große gendarmerieähnliche Einheiten (die paramilitärischen Central Armed Police Forces umfassen die Assam Rifles, Border Security Force, Central Industrial Security Force, Central Reserve Police Force, Indo-Tibetan Border Police, National Security Guards und Sashastra Seema Bal)
- Iran: Persische Gendarmerie (bestand bis 1922)
- Jordanien: Gendarmerie
- Kambodscha: Gendarmerie Royale Khmer
- Libanon: Gendarmerie (gegründet 1860)
- Thailand: Gendarmerie Royale

## Europäische Gendarmerietruppe
Die Europäische Gendarmerietruppe (englisch European Gendarmerie Force (EGF oder Eurogendfor), französisch Force de gendarmerie européenne (FGE)) ist eine europäische militärische Polizeitruppe, die dem Krisenmanagement dienen soll. Ihre Einrichtung wurde 2004 beschlossen, 2006 wurde sie für vollständig einsatzfähig erklärt. Sie hat ihren Hauptsitz im italienischen Vicenza und verfügt über einen Kern von 800 bis 900 Mitgliedern. Zur Verstärkung stehen weitere 2300 Mann bereit.

## Staaten, in denen es früher Gendarmerien gab

Abzeichen der (ehemaligen) Gendarmerie Hessen

### Belgien
In Belgien gab es von 1796 bis 1815 bzw. ab der Gründung des belgischen Staates 1830 bis 2001 eine Gendarmerie, ab 1925 niederländisch auch als Rijkswacht bezeichnet. Die Polizeireform von 2001 hat eine auf zwei Ebenen strukturierte integrierte Polizei geschaffen:
- Föderale Polizei (Federale Politie, Police Fédérale), mit einem Generalkommissariat und drei Generaldirektionen (der Verwaltungspolizei, der Kriminalpolizei und der Direktion für Unterstützung und Verwaltung). Diese sind zum Teil auch auf Provinz- bzw. Gerichtsbezirksebene dezentralisiert.
- Lokale Polizei (Lokale Politie, Police Locale) mit ihren momentan 195 Polizeizonen ist aus kommunalen Polizeieinheiten und der bis 2001 bestehenden Rijkswacht/Gendarmerie gebildet worden.

### Dänemark
In Dänemark existierte von 1885 bis 1897 ein selbständiges Gendarmeriekorps, deren Angehörige aufgrund der blauen Uniformfarbe informell als Blau-Gendarmen (Dänisch: Blå Gendarmer) bezeichnet wurden. Das Korps diente jedoch hauptsächlich der Steuereintreibung.
Von 1907 bis 1917 wurde in der dänischen Kolonie Dänisch-Westindien der Gendarmeriedienst durch das Westindische Gendarmerie-Korps ausgeübt.

### Deutschland

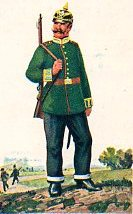
Preußischer Landgendarm der XI. Gendarmerie-Brigade Kassel

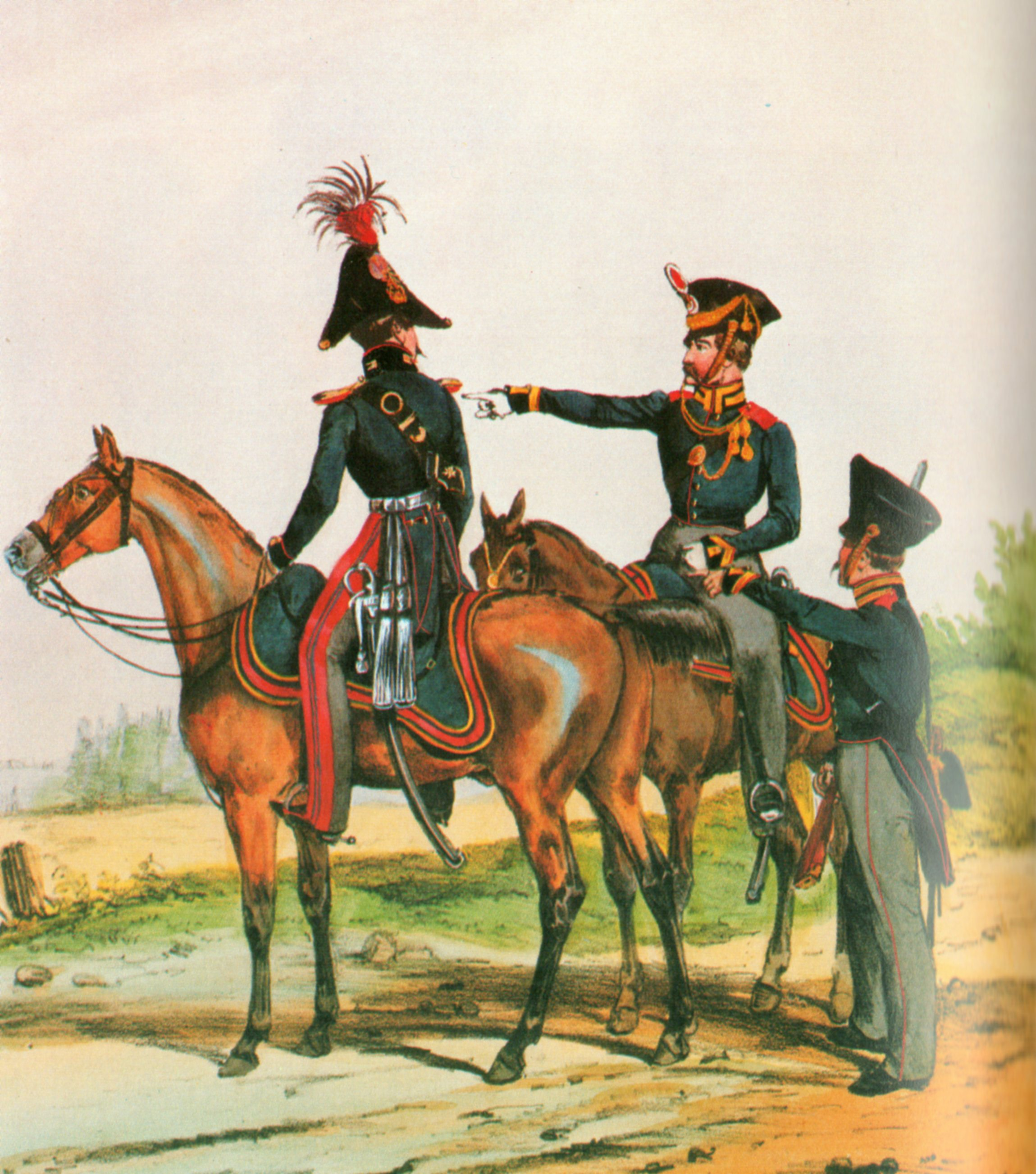
Gendarmen zu Pferd und zu Fuß, Kurfürstentum Hessen um 1840

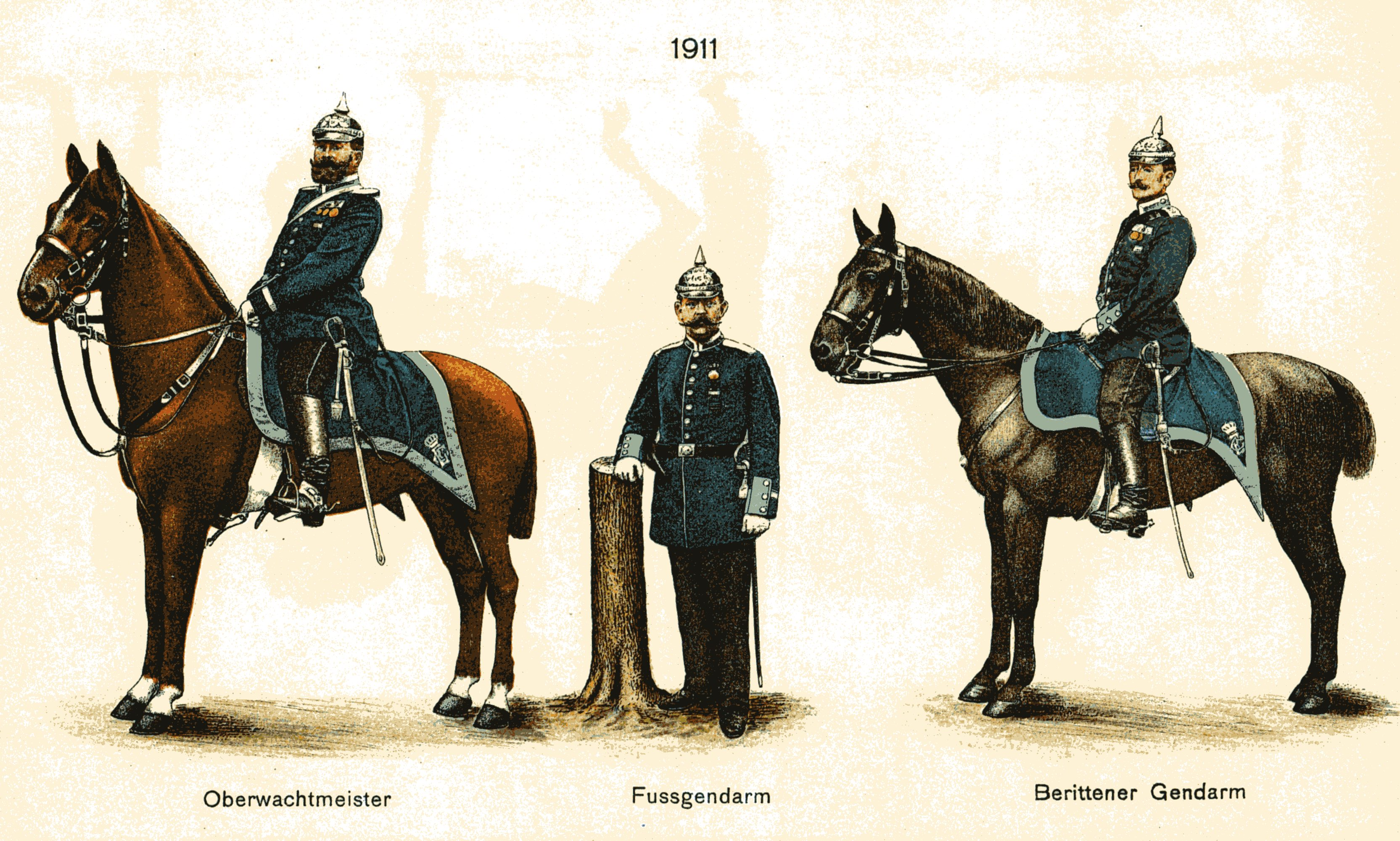
Herzoglich Gothaische Gendarmerie (1911), mit blauem Rock und Helm nach preußischer Art

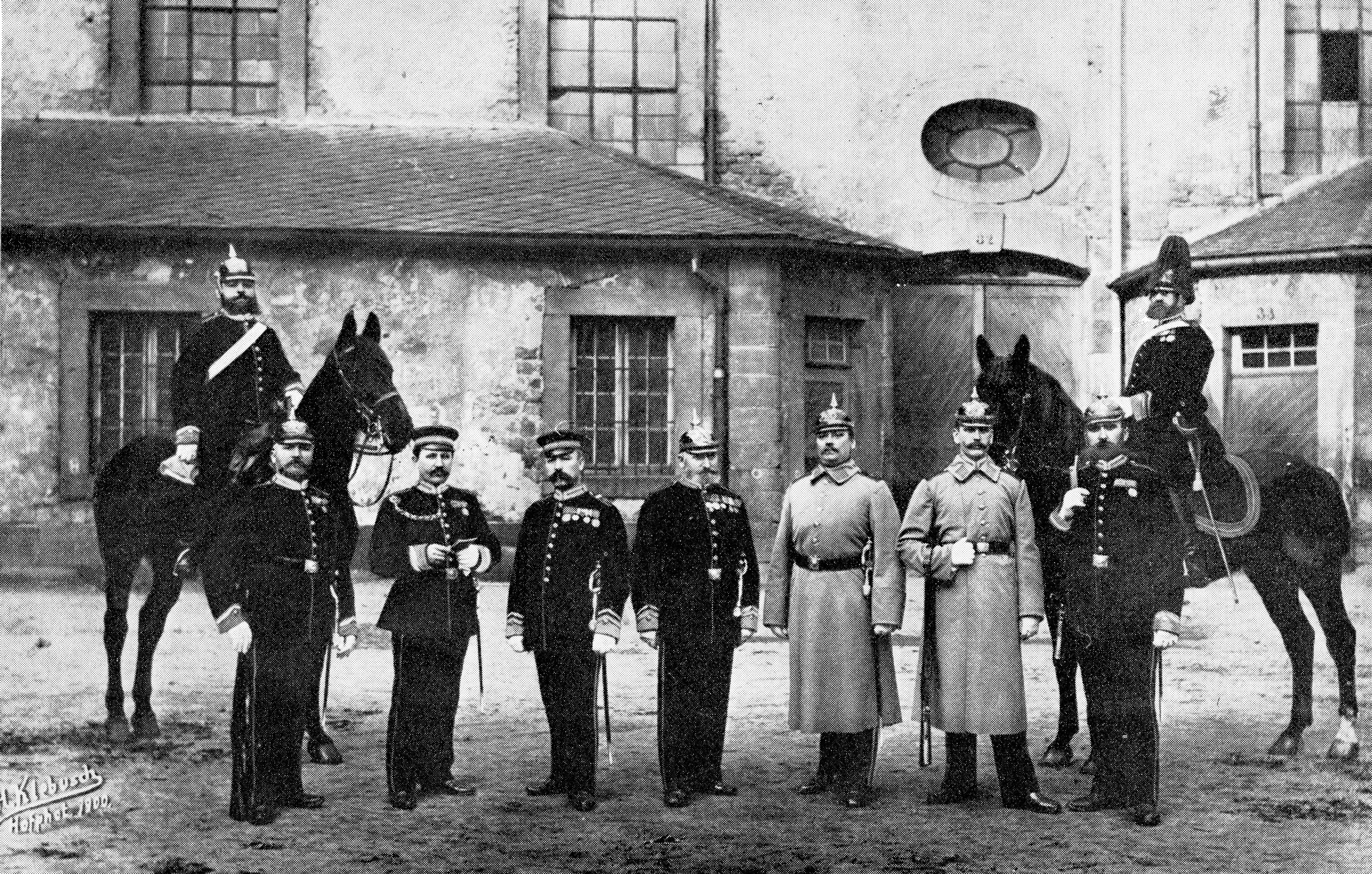
Gendarmen der Großherzoglich Badischen Gendarmerie 1899

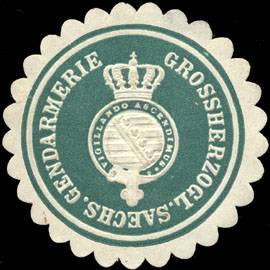
Siegelmarke Großherzoglich Sächsische Gendarmerie

#### Gendarmerien in deutschen Ländern bis 1936
Im frühen 19. Jahrhundert wurden nach französischem Vorbild in praktisch allen Bundesstaaten ebenfalls Gendarmerien errichtet. Zur Zeit der Monarchie war die Gendarmerie etwa in Preußen, Bayern und Württemberg in personeller und disziplinärer Hinsicht den Kriegsministerien und der Militärstrafgerichtsbarkeit unterstellt, in fachlicher Hinsicht den Innenministerien:
- Königlich Preußische Landgendarmerie
- Königlich Bayerisches Gendarmeriekorps
- Königlich Württembergisches Landjägerkorps
- Großherzoglich Badisches Gendarmeriekorps
- Königlich hannoversches Landdragonerkorps
- Großherzoglich Oldenburgisches Gendarmeriekorps
- Fürstlich Lippisches Gendarmeriekorps
- Großherzoglich Mecklenburg-Schwerinsche Landesgendarmerie
- Mecklenburg-Strelitzsche Districts-Husaren
- Herzoglich Gothaisches Gendarmeriekorps
- Großherzoglich Hessisches Gendarmeriekorps
- Gendarmerie des Großherzogtums Sachsen
- Herzoglich Anhaltische Jägerbrigade
- Herzoglich Sachsen-Altenburgisches Gendarmeriekorps
- Herzoglich Sachsen-Meiningisches Feldjägerkorps
- Gendarmerie des Fürstentums Birkenfeld
- K.k. Gendarmerie in Österreich-Ungarn
- Herzoglich Braunschweigisches Gendarmeriekorps (gegründet 1816)

Das Königlich Sächsische Landgendarmeriekorps war seit seiner Gründung 1809 dem Innenministerium unterstellt. Dies galt auch für alle Gendarmerien, die durch Militärkonventionen mit Preußen 1867 und 1870 ihre militärische Selbständigkeit aufgegeben hatten. Ab 1871 unterstanden daher nur noch die Gendarmerien Preußens, Bayerns und Württembergs formal ihren Kriegsministerien. Einen Sonderfall bildete die Kaiserliche Gendarmerie-Brigade in Elsaß-Lothringen.
Die preußische Landgendarmerie wurde 1812 gegründet. Um 1912 besaß der Chef der Landgendarmerie den Rang eines Divisionskommandeurs. Für jede preußische Provinz bestand eine Gendarmeriebrigade, der ein Brigadier im Rang eines Obersten vorstand; insgesamt umfasste die preußische Gendarmerie 12 Brigaden. Die Offiziere wurden aus der Armee ergänzt; die Gendarmen selbst waren ehemalige Unteroffiziere mit einer neunjährigen Dienstzeit. Die preußische Landgendarmerie war hauptsächlich auf dem Land tätig, da die Städte über eigene Polizeien (Schutzmannschaften) verfügten. Die Uniform der Gendarmerie war dunkelgrün mit gelben Gardelitzen. Aus der Landgendarmerie wurde im Mobilmachungsfall die Feldgendarmerie gebildet.
Preußen verfügte auch über eine sogenannte Leibgendarmerie, bei der es sich um die Leibwache des Kaiserpaares handelte; sie unterstand einem der Generaladjutanten.
Im täglichen Dienst waren die Gendarmen an die Weisungen der Oberpräsidenten, der Regierungspräsidenten und der Landräte gebunden, denen sie unmittelbar zugeteilt waren. Im Bereich der preußischen Armee waren dies die Landgendarmerie, in der bayerischen Armee das Gendarmeriekorps (Stabsquartier München) und in der württembergischen Armee das Landjägerkorps (Stabsquartier Stuttgart). In Sachsen waren die Gendarmen keine Angehörigen des Militärstandes, sondern Beamte. Das Reichsland Elsaß-Lothringen verfügte über eine eigene Gendarmeriebrigade. Nach Ende des Ersten Weltkriegs wurde aufgrund der Bestimmungen des Versailler Vertrags die Gendarmerie in Preußen und den anderen Ländern des Deutschen Reiches, wo dies nicht bereits vorher der Fall gewesen war, in zivile Körperschaften überführt (Landjägerei) und diese Polizeieinheiten dem jeweiligen Innenministerium unterstellt.

#### Gendarmerien in Deutschland von 1936 bis 1945
In der Zeit des Nationalsozialismus wurde die Gendarmerie in Preußen und anderen Ländern zunächst wie während der Weimarer Republik als Landjägerei bezeichnet; sie wurde im Juni 1936 zunächst aufgelöst und 1939 schließlich als Gendarmerie des Einzeldienstes dem Reichssicherheitshauptamt unterstellt.
Ihre Aufgabe war der ordnungspolizeiliche Vollzugsdienst auf dem Lande und in Orten mit weniger als 2.000 Einwohnern (in Ausnahmefällen unter 5.000 Einwohnern). Ab September 1938 waren sie dem Generalinspekteur der Gendarmerie und Schutzpolizei in den Gemeinden unterstellt, regional unterstanden sie den Kommandeuren der Gendarmerie bei den Höheren Polizeibehörden.
Von 1939 bis 1945 war die Gendarmerie folgendermaßen organisiert:
| bis 1939                  | ab 1939                      |
| ------------------------- | ---------------------------- |
| Kommandos der Gendarmerie | Kommandos der Gendarmerie    |
| Gendarmeriedistrikte      | Gendarmeriehauptmannschaften |
| Gendarmerieinspektionen   | Gendarmeriekreise            |
| Gendarmerieämter          | Gendarmeriegruppenposten     |
| Gendarmeriestationen      | Gendarmerieposten            |
| Gendarmerieposten         | Gendarmerieeinzelposten      |

##### Motorisierte Gendarmerie
Eine besondere Sparte bildete die Motorisierte Gendarmerie. Sie wurde 1936 aus dem Feldjägerkorps der SA gebildet und hieß kurzfristig Motorisierte Straßenpolizei und Motorisierte Gendarmerie-Bereitschaften.
Die Motorisierte Gendarmerie war für die Verkehrsüberwachung der Landstraßen und Reichsautobahnen zuständig und ist damit der Vorläufer der heutigen Autobahnpolizeien.
Gliederung:
- Gendarmerie-Abteilungen (mot.), später Verstärkte Gendarmerie-Kompanien (mot.) mit jeweils vier Zügen,
- Gendarmerie-Bereitschaften (mot.), später Gendarmerie-Kompanien mit zwei bis drei Zügen,
- Gendarmerie-Züge.

Eine weitere besondere Form der Gendarmerie ab 1936 war die Hochgebirgs-Gendarmerie in den Alpen.
Im Zweiten Weltkrieg wurden zur Besetzung der eroberten Gebiete besondere Gendarmerie-Einheiten aufgestellt. Dazu gehörten das Protektorat Böhmen und Mähren und das Generalgouvernement. Diese kasernierten Einheiten waren in Gendarmerie-Regimentern, Bataillonen und Kompanien organisiert. Die Motorisierte Gendarmerie bildete im Krieg besondere Gendarmerie-Bataillone (mot.).
In den Gebieten in der besetzten Sowjetunion, Teilen des Balkans und auch in Norditalien wurden im Rahmen des Polizeitruppendienstes Gendarmerie-Einsatzkommandos gebildet, die in Gendarmerie-Hauptmannschaften unterteilt waren. Ab Dezember 1944 besaßen die Einheiten das Präfix SS-, blieben jedoch Teil der Ordnungspolizei.

#### Gendarmerien in den westlichen deutschen Besatzungszonen ab 1945 und in der Bundesrepublik Deutschland
Auch in der Zeit nach dem Zweiten Weltkrieg gab es in den französischen und amerikanischen Besatzungszonen in Rheinland-Pfalz bis 1972 (Zusammenschluss von Ordnungspolizei und Gendarmerie zur Landespolizei RLP) und in Hessen bis 1964 und Bayern Landjägereien bzw. Gendarmerien, die nach und nach ebenso wie die Stadtpolizeien in den jeweiligen Landespolizeien aufgingen.
Auch im Saarland gab es von 1945 bis 1969 eine Gendarmerie (Saarbataillon). Sie wurde durch Gesetz über die Organisation der Polizei im Saarland (POG) vom 17. Dezember 1969 mit der Landespolizei zu einer Schutzpolizei zusammengefasst.
In Oldenburg existierte eine Gendarmerie von 1786 bis 1936 (→ Polizeidragonerkorps des Herzogtums Oldenburg, Polizeidragonerkorps des Herzogtums Oldenburg, Großherzoglich Oldenburgisches Gendarmeriekorps). Von September 1945 bis Ende Oktober 1946 existierte dort eine Gendarmerie als gesamtstaatliche Polizei, die sowohl die alte Gendarmerie als auch die kommunalen Polizeien umfasste. Sie wurde offenbar bei der Gründung des Landes Niedersachsen zum 1. November 1946 wieder aufgelöst.
Auch der Bundesgrenzschutz war ursprünglich als Gendarmerie aufgebaut. Er nahm allerdings aufgrund der Kompetenzverteilung nur eingeschränkt Gendarmerieaufgaben wahr, da das Polizei- und Ordnungsrecht im Grundgesetz grundsätzlich im Kompetenzbereich der Länder liegt.

#### Gendarmerieschulen in Deutschland
1912 gab es im Deutschen Reich vier Gendarmerieschulen: Einbeck, Wohlau (beide Königreich Preußen), München (Königreich Bayern) und Karlsruhe (Großherzogtum Baden). Dort wurden in dreimonatigen Kursen sowohl die Distriktsoffiziere als auch die Gendarmerieanwärter ausgebildet. Geleitet wurden die Schulen jeweils durch einen Stabsoffizier als Kommandeur. Das Lehrpersonal bestand aus einem Offizier, einem Zivillehrer und vier bis fünf Oberwachtmeistern. Die Ausbildung umfasste Strafrecht, Dienstrecht, Kriminalistik, Erforschung strafbarer Handlungen sowie Pferdekenntnis, Diensthundausbildung, Fechten, Radfahren und Waffengebrauch von Revolvern und Karabinern. Der Zivillehrer unterrichtete Schönschreiben und das Abfassen von Aufsätzen.

### Griechenland
In Griechenland waren die zivilen Polizeiaufgaben außerhalb der großen Städte bis 1974 der Griechischen Gendarmerie (Ελληνική Χωροφυλακή) übertragen, welche 1833 gegründet worden war, militärisch organisiert war und, wie es auch in anderen europäischen Staaten der Fall war bzw. ist, dem Verteidigungsministerium unterstellt war. In den Großstädten (mit Ausnahme von Thessaloniki) dagegen oblagen zivile Polizeiaufgaben der Städtepolizei (Αστυνομία Πόλεων), welche 1920 als ein rein ziviles Polizeikorps gegründet worden war und dem Ministerium für Öffentliche Ordnung unterstand. 1984 wurden die beiden Korps aufgelöst und aus deren Reihen mit der Griechischen Polizei (Ελληνική Αστυνομία) eine einheitliche, rein zivile Polizeitruppe gegründet, der alle zivilen polizeilichen Aufgaben (einschließlich der Justizpolizei und Grenzpolizei) obliegen. Einzige Ausnahme bilden sämtliche wasser-, hafen- und küstenpolizeilichen Aufgaben, für welche in Griechenland nach wie vor die Küstenwache zuständig ist, die 1919 gegründet wurde und militärisch organisiert ist.

### Haiti

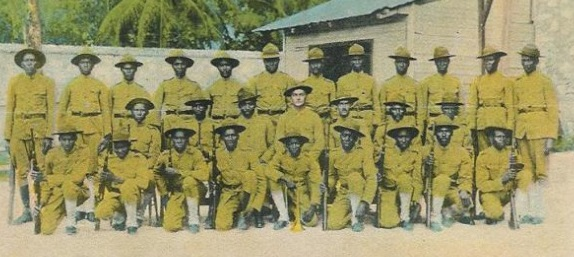
Haitianische Gendarmerie

Im Zuge der US-Militärintervention in Haiti wurde im September 1915 vom United States Marine Corps die Gendarmerie d’Haïti als Kolonialpolizei gegründet. Sie umfasste 1927 rund 3.000 Mitglieder und wurde in diesem Jahr in Garde d’Haiti umbenannt. Die Gendarmerie diente hauptsächlich der Aufstandsbekämpfung im Krieg gegen die so genannten cacos (Zweiter Caco-Krieg 1918–1920). Prominentester Kommandeur war der Major des Marine Corps Smedley D. Butler, der in dieser Funktion den Rang eines haitianischen Generalmajors innehatte.

### Luxemburg

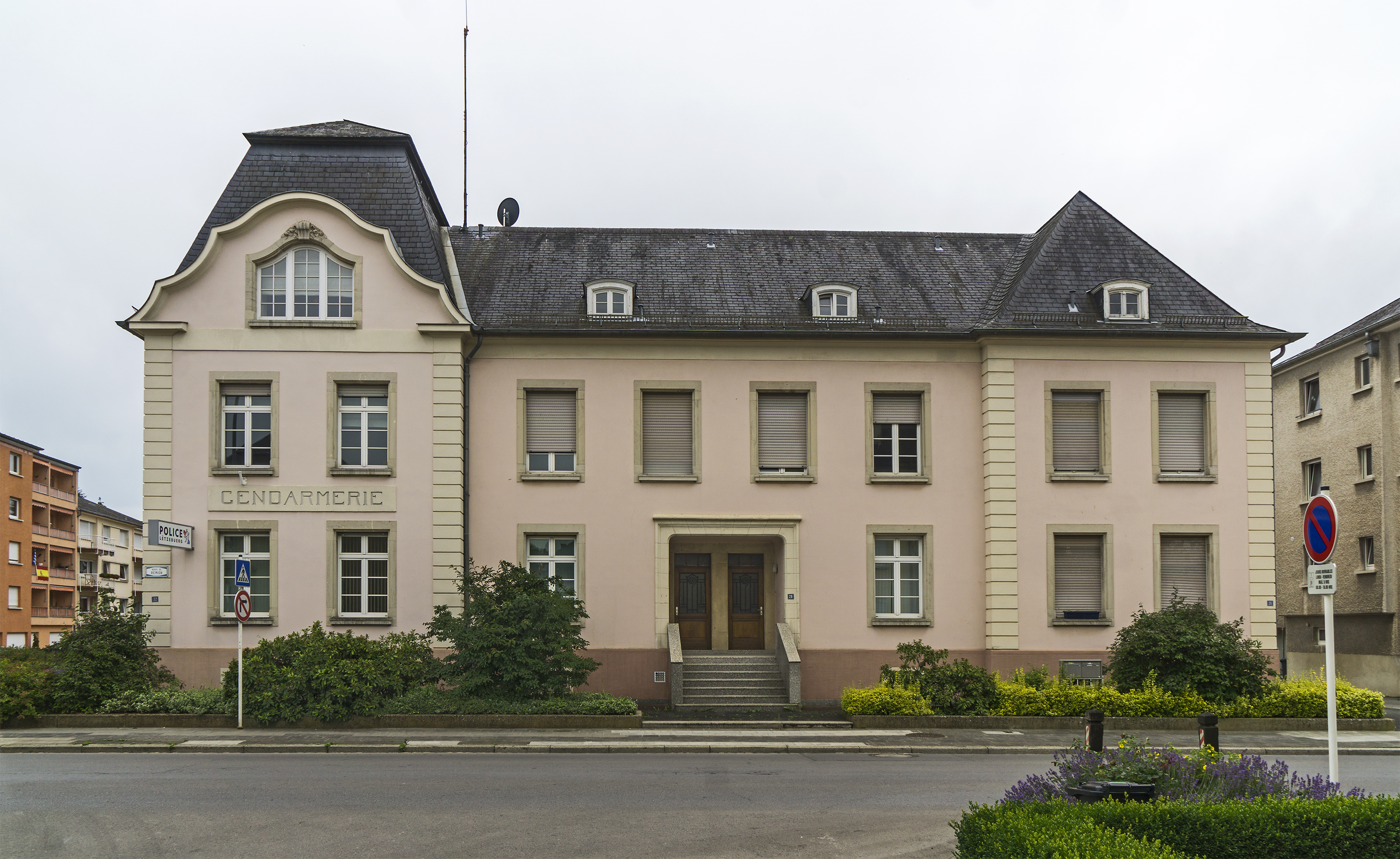
Ehemaliges Gendarmerie-Gebäude in Bad-Mondorf, welches heute der Polizei zur Verfügung steht.

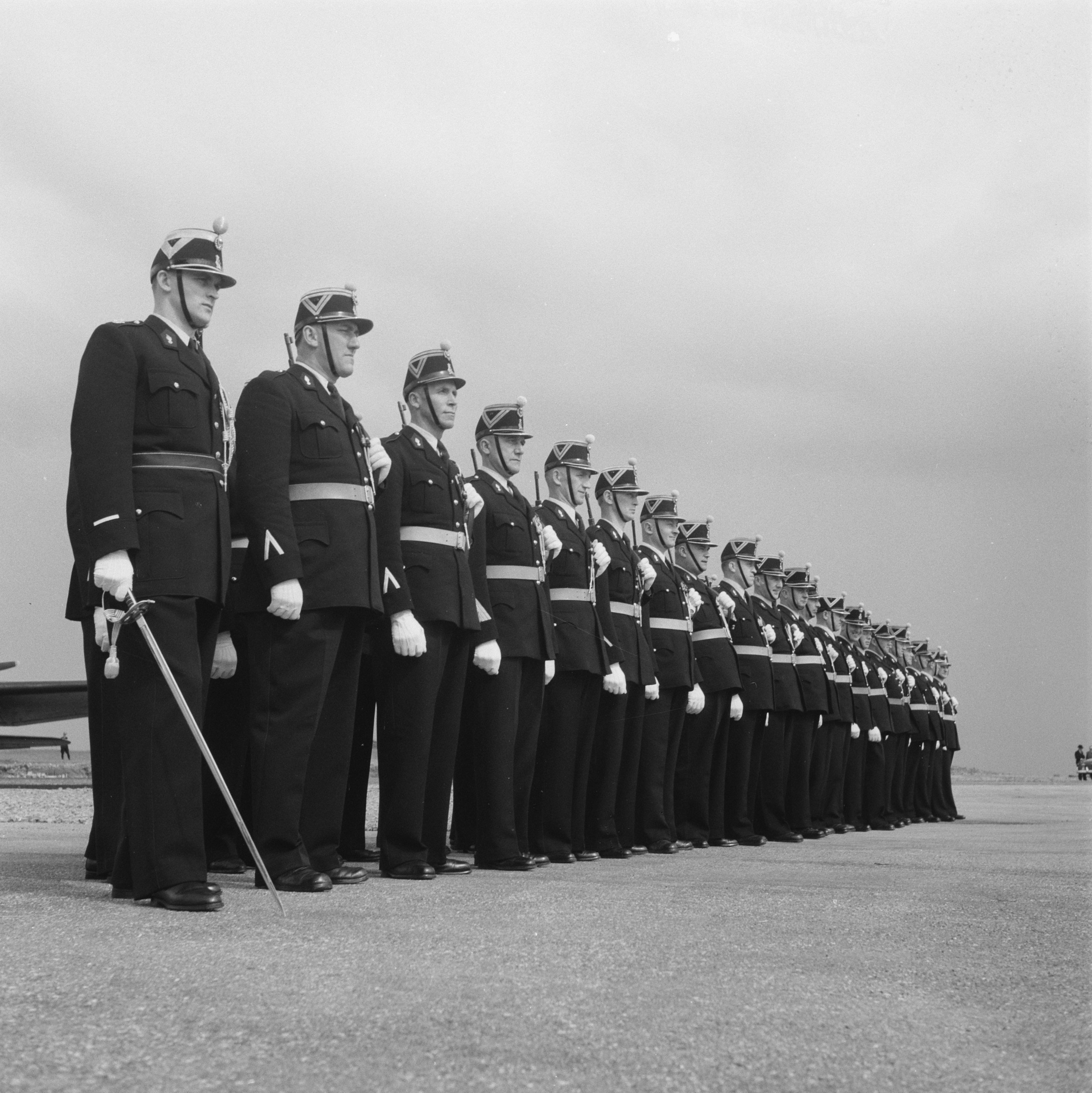
Ehrengarde der Gendarmerie am Flughafen Luxemburg während des Besuchs der niederländischen Königin Juliane (1951).

Am 1. Januar 2000 wurde die Gendarmerie Grand-Ducale mit der Luxemburger Polizei zur Police grand-ducale vereinigt. Die luxemburgische großherzogliche Gendarmerie, wie sie bis zum 31. Dezember 1999 bestand, wurde 1797 unter der französischen Herrschaft unter dem Namen „Gendarmerie Nationale Compagnie de Luxembourg“ geschaffen.
Während dieser 203 Jahre wurde die Bezeichnung sowie die Zugehörigkeit des Gendarmerie-Korps oft geändert:
- 1797 Gendarmerie Nationale Compagnie de Luxembourg
- 1804 Gendarmerie Impériale
- 1813 Milice Gouvernementale
- 1815 Maréchaussée Royale
- 1830 Maréchaussée
- 1840 Maréchaussée Royale Grand-Ducale
- 1843 Gendarmerie im Bundeskontingent – Contingent Fédéral
- 1863 Compagnie de Gendarmerie Royale Grand-Ducale
- 1867 Gendarmerie im Corps des Chausseurs Luxembourgeois
- 1877 Corps de la Gendarmerie
- 1881 Compagnie de Gendarmes et de Volontaires
- 1945 – 31. Dezember 1999 Gendarmerie Grand-Ducale

### Österreich

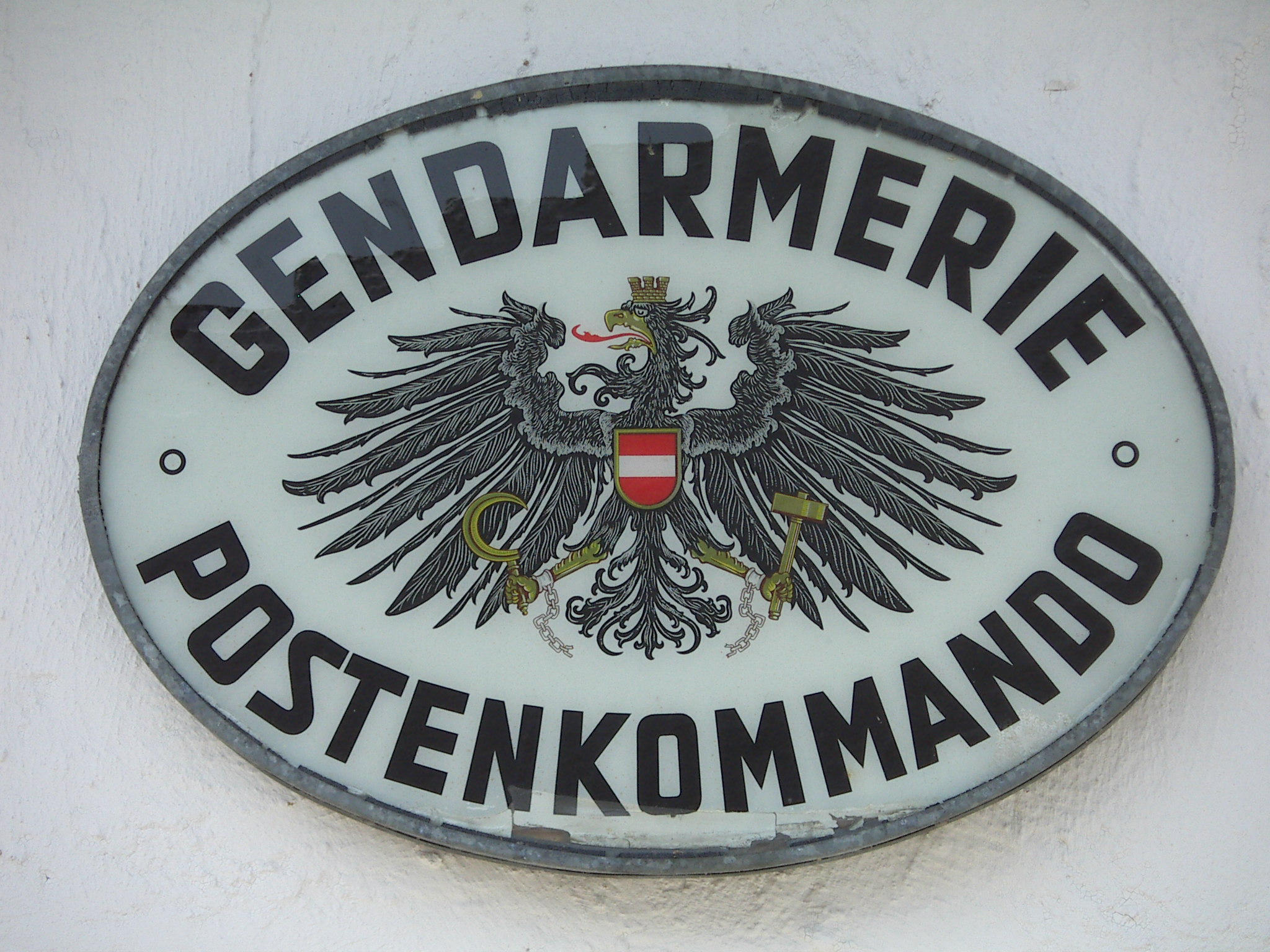
Historische beleuchtbare Anzeige eines Postens

In der Republik Österreich wurde die Bundesgendarmerie 2005 mit dem Bundessicherheitswachekorps und dem Kriminalbeamtenkorps zum Wachkörper Bundespolizei vereinigt. Davor gab es die Gendarmerie unter verschiedenen Bezeichnungen und unterschiedlichen Funktionen in Österreich:
- Bundesgendarmerie: 1918–1938 und 1945–2005, militärisch organisierter Polizeiwachkörper des Innenministeriums, für die öffentliche Sicherheit außerhalb von Städten zuständig. Am 1. Juli 2005 wurde die Bundesgendarmerie in die Bundespolizei überführt. Die Posten der Autobahngendarmerie wurden zu Autobahnpolizeiinspektionen.
- B-Gendarmerie: 1952–1955, paramilitärische Vorläuferorganisation des Österreichischen Bundesheeres.

Eine Ausstellung über die Geschichte der Gendarmerie befindet sich im Museum Sankt Veit an der Glan.

#### Österreich-Ungarn
Im Kaisertum Österreich (ab 1867 Österreichisch-Ungarische Monarchie) gab es:
- die k.k. Gendarmerie: 1849–1918, gegründet am 8. Juni 1849 durch Erlass des Kaisers, ab 1867 für die Österreichische Reichshälfte zuständig. Als Teil der K.k. Landwehr war sie dem Kriegsministerium unterstellt und nicht der k.u.k. Armee. Sie war für Polizeiaufgaben auf dem Land zuständig.
- die k.u. Gendarmerie war der Nachfolger der k.k. Gendarmerie für die ungarische Reichshälfte nach dem österreichisch-ungarischen Ausgleich im Jahr 1867.

### Russisches Reich
Im Russischen Reich gab es von 1836 bis zur Revolution 1917 das Отдельный корпус жандармов („Gendarmerie-Spezialkorps“).

### Schweiz
Ab etwa 1648 wurden zur Bekämpfung von Fahrenden, Räubern und Bettlern Landjägerkorps aus Veteranen Schweizer Truppen in fremden Diensten gebildet. Landjäger waren schlecht ausgebildet und in der Bevölkerung wenig angesehen, wovon womöglich noch der Name der gleichnamigen Wurst zeugt. 1803 wurden kantonale Landjäger- und Gendarmeriekorps aufgestellt, aber erst Ende des 19. Jahrhunderts systematisch als Polizei ausgebildet und um 1900 in Polizeikorps umbenannt. Der Begriff Gendarmerie wird in der französischsprachigen Westschweiz teilweise anstelle der üblichen Bezeichnung „Police“ verwendet. Dies ist jedoch nicht die Regel.
Die Kantone Tessin und Waadt haben beide weiterhin eine Gendarmerie, die jedoch der Kantonalen Polizei unterstellt ist.
Schweizerische Online-Telefonverzeichnisse zum Beispiel leiten beim Suchbegriff „Gendarmerie“ direkt auf „Police“.
Im Kanton Freiburg entspricht die Gendarmerie etwa der Schutzpolizei.

### Ungarn
In Ungarn existierte die Gendarmerie unter der Bezeichnung Csendőrség bis 1945, die ungarische Polizei heißt bis heute Rendőrség.

### Zypern
Die Jandarma wurde 1960 mit der Polizei zu einer einheitlichen zypriotischen Polizei vereint.

## Sprachgebrauch
Gendarm wird vereinzelt als umgangssprachliche Bezeichnung der Polizei, hauptsächlich in den bairischen Dialekten („Schandi“) gebraucht.
Auch in dem verbreiteten und bekannten Geländespiel Räuber und Gendarm ist der Begriff als Bezeichnung für die Fängerpartei präsent.